# 陈孟勤
陈孟勤（1925年—2014年），男，湖南长沙人，中国生理学家。曾任中国医学科学院基础医学研究所研究员、博士生导师。